# Молочница (посёлок)
Молочница — посёлок в Зубово-Полянском районе Мордовии. Входит в состав Сосновского сельского поселения.

## История
Основан в начале 1930-х годов как молочно-товарная ферма.

## Население
| 2002 | 2010  |
| ---- | ----- |
| 1489 | ↘1423 |

Национальный состав
Согласно результатам Всероссийской переписи населения 2002 года, в национальной структуре населения мордва-мокша составляли 34 %, русские — 54 %.